# Eckhard Düwiger

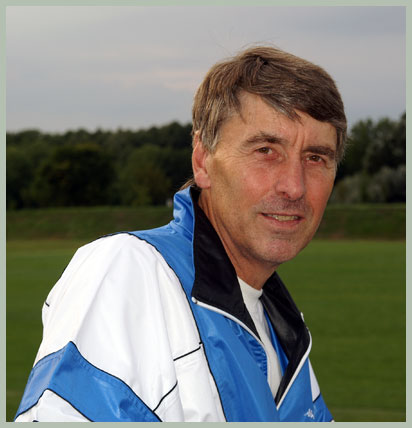
Eckhard Düwiger

 Eckhard Düwiger (* 1. Februar 1947 in Gadderbaum-Bethel, heute Bielefeld) ist ein ehemaliger deutscher Fußballspieler, der im Anschluss an seine Aktivenlaufbahn als Trainer tätig war.

## Sportliche Laufbahn
Eckhard Düwiger begann als Sechsjähriger in seiner neuen Heimatstadt Stralsund, in die seine Eltern mit ihm Mitte der 1950er-Jahre gezogen waren, organisiert Fußball zu spielen. Nachdem er zunächst bei der Betriebssportgemeinschaft Lokomotive Stralsund begonnen hatte, wechselte er 1966 nach dem Abitur zum Zweitligisten BSG Motor Stralsund. Kurz darauf wurde er für 18 Monate zur Nationalen Volksarmee eingezogen und dabei in Ost-Berlin stationiert. Während dieser Zeit kickte er, wenn ihm dies möglich war, in der 2. Mannschaft des FC Vorwärts Berlin. Parallel zu jenem nach dem NVA-Dienst begonnenen Studium an der Greifswalder Ernst-Moritz-Arndt-Universität spielte Düwiger bei der BSG Kernkraftwerk Nord Greifswald, musste aber aufgrund von gesundheitlichen Problemen seine Spielerlaufbahn bereits 1970 beenden.

## Trainerlaufbahn
Nach erfolgreichem Studienabschluss begann Eckhard Düwiger 1972 seine Trainerlaufbahn. Er war zunächst Mitte der 1970er-Jahre im Trainerstab des 1. FC Union Berlin tätig. Bei der Oberliga- und dann Ligaelf des FCU gab er den 2. Co-Trainer und wurde später auch mit der Verantwortung für die 2. Mannschaft der Eisernen betraut. Im Sommer 1976 übernahm er in der Ost-Berliner Bezirksliga das Team der BSG Bergmann-Borsig Berlin. Durch den Meistertitel 1976/77 in Düwigers erster Saison konnte BB in die zweitklassige Liga aufsteigen.
In den 1980er-Jahren war er neben seiner Trainertätigkeit Ausbilder und Prüfer der Übungsleiterstufen 3 und 4. In den Wendejahren trainierte er die BSG Stahl Brandenburg. Mit den Stahlwerkern gelang ihm nach der letzten eigenständigen Saison des ostdeutschen Erstligafußballs über die Qualifikationsrunde der Aufstieg in die 2. Bundesliga. In der Premierensaison der gesamtdeutschen 2. Bundesliga wurde er beim inzwischen als BSV Stahl Brandenburg antretendem Verein zunächst im Herbst 1991 entlassen, aber dann im Frühjahr 1992 auf die Brandenburger Trainerbank zurückgeholt. Den Abstieg konnte die Elf auch mit Düwiger am Steuer nicht verhindern. Nach verschiedenen weiteren Trainerstation im Raum Berlin-Brandenburg übernahm er 1997 kurzzeitig die Frauen-Bundesligamannschaft des 1. FFC Turbine Potsdam. Anschließend kehrte Düwiger nochmals zum jetzt als FC Stahl Brandenburg geführten Club zurück. Seit vielen Jahren ist er als Trainerbeisitzer im NOFV und 2017–2020 als Nachwuchsscout für den FC Hansa Rostock tätig. Seit 2006 ist er DFB-Beobachter für die Jugendnationalmannschaften.

## Statistik

### Trainerstationen
| Jahre                | Verein                     | Spielklasse                  | Trainerstatus |
| -------------------- | -------------------------- | ---------------------------- | ------------- |
| 1972 – 1976          | 1. FC Union Berlin         | DDR-Liga                     | Co-Trainer    |
| 1976 – 1983          | BSG Bergmann Borsig Berlin | DDR-Liga                     | Cheftrainer   |
| 1983 –1987           | BSG Stahl Brandenburg      | DDR – Oberliga               | Co-Trainer    |
| 1987 – 1989          | BSG Motor Ludwigsfelde     | DDR-Liga                     | Cheftrainer   |
| Okt 1989 – März 1990 | Motor Schönebeck           | DDR-Liga                     | Cheftrainer   |
| März 1990 – Okt 1991 | BSV Stahl Brandenburg      | DDR – Oberliga/2. Bundesliga | Cheftrainer   |
| Apr 1992 – Juni 1992 | BSV Stahl Brandenburg      | 2. Bundesliga                | Cheftrainer   |
| 1992 – 1993          | Bergmann Borsig Berlin     | Oberliga                     | Cheftrainer   |
| 1994 – 1995          | SG Bornim                  | Verbandsliga                 | Cheftrainer   |
| 1995 – 1997          | Spandauer SV               | Regionalliga                 | Cheftrainer   |
| 1997 – Dez 1997      | 1. FFC Turbine Potsdam     | Frauen-Bundesliga            | Cheftrainer   |
| 1998–2001            | FC Stahl Brandenburg       | Verbandsliga                 | Cheftrainer   |

## Trivia
Düwiger ist verheiratet und hat drei Kinder. Im Modegeschäft seiner Frau war im Laufe seiner Trainerlaufbahn, gerade nach Entlassungen, tätig. Im Hauptberuf war er Diplomlehrer für Sport und Geschichte. Seit 2009 ist er Rentner.